# Goran Gruica
Goran Gruica (Split, 11. ožujka 1986.) je bivši hrvatski nogometaš i trenutni športski direktor NK Solina.

## Igračka karijera
Karijeru je započeo u omladinskoj školi HNK Hajduka, a za splitsku je momčad upisao i dva nastupa u prijateljskim utakmicama. 
Nakon toga put ga je odveo u  HNK Mosor gdje je postao kapetan momčadi koja se natjecala u  Drugoj HNL, a dobre igre omogućile su mu transfer u HNK Šibenik koji se tada natjecao u Prvoj HNL. Za momčad sa Šubićevca upisao je 15 prvoligaških nastupa, a uz igranje nogometa, paralelno je ostvarivao i akademsku karijeru.
Zbog studija prava 2008. vraća se u rodni Split u kojem nastupa za RNK Split s kojim ostvaruje plasman najprije u Drugu HNL pa potom i u Prvu, a za to vrijeme povremeni je kapetan i stožerni igrač momčadi s Parka mladeži.
Godine 2011. po prvi puta odlazi u inozemstvo, u gruzijski Zestafoni s kojim osvaja naslov prvaka Gruzije, ali se odmah po osvajanju titule vraća u domovinu gdje ponovno nastupa za Mosor u Drugoj HNL.
Nakon odrađene sezone u Mosoru seli u NK Dugopolje gdje ponovno igra u drugom rangu, a dobrim igrama dolazi do kapetanske vrpce. Na kraju sezone još jednom odlazi u inozemstvo, ovog puta u Vijetnam i s momčadi T&T Hanoi osvaja naslov prvaka.
Na koncu drugog inozemnog angažmana ponovno se vraća u Dugopolje gdje kao kapetan momčadi predvodi klub u borbi za očuvanje drugoligaškog statusa, a potom dvije sezone nastupa za NK Solin kojega sa suigračima uvodi iz Treće HNL u Drugu HNL. 
Pred kraj karijere odlazi u drugu momčad HNK Hajduka kod trenera Siniše Oreščanina gdje je imao status mentora mlađim talentiranim igračima, međutim posljednju polusezonu se zbog obiteljskih razloga vraća u Solin gdje je i okončao karijeru. 

## Post igračka karijera
Nakon igračke karijere se vraća u Hajduk kao pomoćnik voditelja Akademije i team manager druge momčadi, ali nakon kadrovskih promjena i unutarklupskih borbi odlazi iz kluba. Koncem 2019. preuzeo je dužnost sportskog direktora NK Solina, kluba u kojem je ostavio najveći trag kao igrač.

## Privatni život
Gruica je završio Pravni fakultet u Splitu, oženjen je i otac dvoje djece.